# Владимир Федотов
Владимир Григориевич Федотов е бивш съветски футболист и треньор по футбол. Син е на легендата Григорий Федотов.

## Клубна кариера
През цялата си футболна кариера играе само за един тим – ЦСКА Москва. Баща му Григорий го запалва по футбола още от малък. Когато става на 18, Владимир е взет в отбора от Константин Бесков, на който по-късно той става зет. Младокът отбелязва гол още в дебютния си мач. Той става достоен заместник на отказалия се Всеволод Бобров, като вкарва общо 105 попадения за „армейците“ и така става един от първите членове на Клуб Григорий Федотов. Владимир има на сметката си общо 426 мача за ЦСКА, 382 от които са в шампионата на СССР. В края на кариерата си започва да играе като полузащитник. През 1973 става играещ треньор на армейците.

## Треньорска кариера
От 1978 до 1980 е старши треньор на ЦСКА Москва, след което работи в СКА Ростов. На 9 май 1981 печели с тях купата на СССР. След това става треньор на Асмарал. През 1992/93 е треньор на бахрейнския Мухарака. През 1993 е назначен за временен треньор на Спартак Владикавказ, след което е начело на Динамо Москва и отново на ЦСКА Москва. През 2000 води и българския Левски. Федотов печели титлата на България със „сините“. След това води Арсенал Тула. От 2002 до 2007 работи в Спартак Москва на различни длъжности. От 2002 до 2003 и от 2006 до 2007 е старши треньор, а през 2004 е технически директор. От 2004 до 2006 е спортен директор на Спартак. През 2008 е назначен за спортен директор на ФК Москва. На 16 март 2009 е приет в болница. Умира на 29 март 2009 на 67 години.